# Elaeocarpus muluensis
Elaeocarpus muluensis är en tvåhjärtbladig växtart som beskrevs av Weibel. Elaeocarpus muluensis ingår i släktet Elaeocarpus och familjen Elaeocarpaceae. Inga underarter finns listade i Catalogue of Life.